# MetroEste
MetroEste una de las seis áreas en las que se divide la red de Metro de Madrid, que da servicio a los municipios de Coslada y San Fernando de Henares e incluye la línea 7 de Metro entre las estaciones de Barrio del Puerto y Hospital del Henares.
MetroEste también es el nombre del billete que permite viajar por esta zona de la red de Metro, existiendo un billete sencillo y otro de 10 viajes.
Fue inaugurado el 5 de mayo de 2007 hasta la estación de Henares. El 11 de febrero de 2008 se abrió al público la estación de Hospital del Henares, coincidiendo con la apertura de dicho hospital situado en el término municipal de Coslada.

## Historia
Dado que la afluencia de viajeros en este tramo es menor que en el resto de la línea 7, la estación de Estadio Metropolitano es el punto de entrada al nuevo tramo. Allí, los usuarios deben bajar del tren, cruzar el andén y tomar el tren al otro lado, como se hace también en Puerta de Arganda con la línea 9 y en Tres Olivos con la línea 10. Las siguientes siete estaciones pertenecen a la zona tarifaria MetroEste, coincidente con la zona B1 del Consorcio Regional de Transportes de Madrid.
De las 8 estaciones construidas, una de ellas se encuentra en Madrid (Estadio Metropolitano), concretamente en el distrito de San Blas-Canillejas; tres están situadas en el término municipal de Coslada (Barrio del Puerto, Coslada Central y La Rambla); las tres siguientes se encuentran en el municipio de San Fernando de Henares (San Fernando, Jarama y Henares); mientras que por último, la estación cabecera de Hospital del Henares se sitúa de nuevo en Coslada.

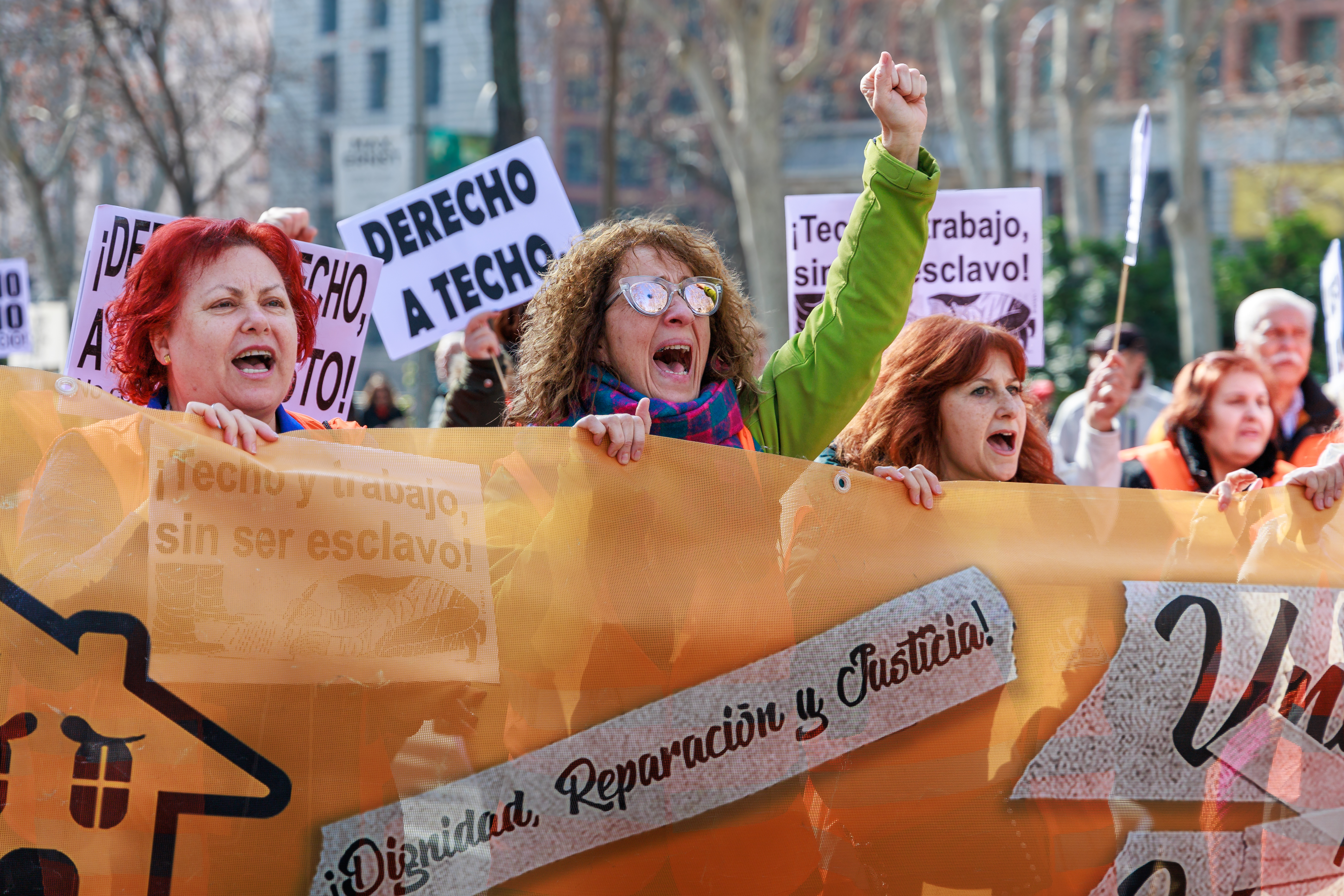
Vecinos afectados por los desalojos de la línea 7b protestan en Madrid.

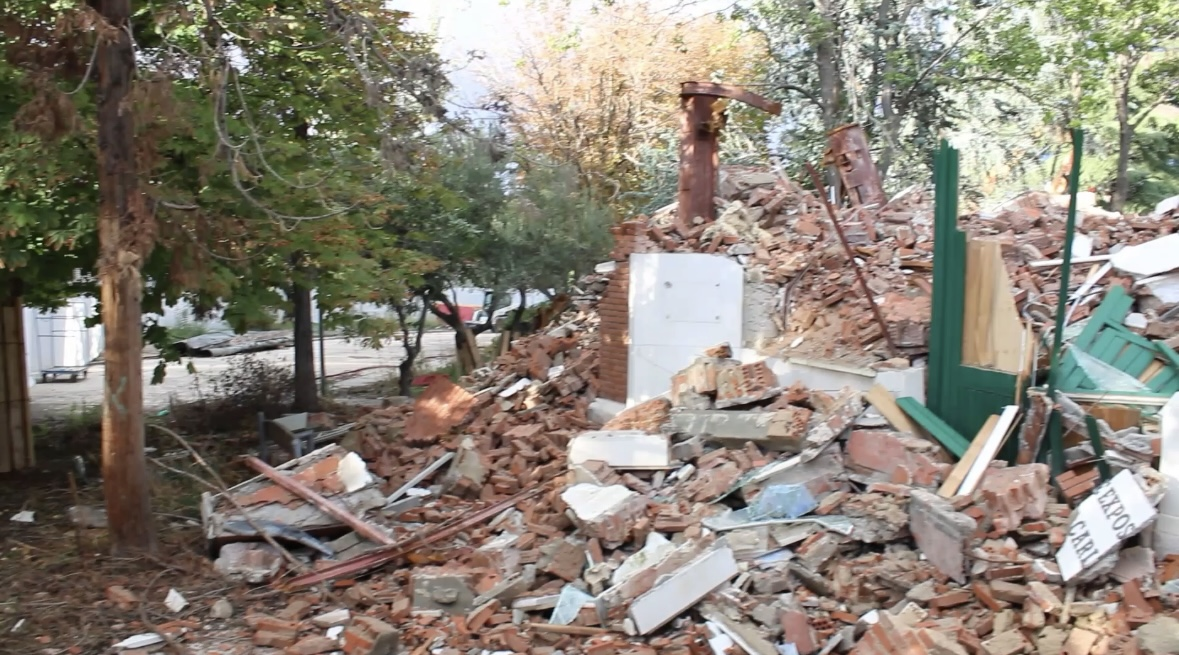
Derribo causado por las obras de la línea 7b de metro en San Fernando de Henares.

Desde hace varios años, San Fernando de Henares es participe de un conflicto social provocado por la Línea 7b de metro. Su construcción, realizada por temas políticos y negligencia, ha generado grietas, derrumbes y desalojos de los vecinos de la zona. Desde 2008, especialistas advertían del riesgo de derrumbe. Sin embargo, la Comunidad de Madrid desatendió las alertas, escogiendo soluciones temporales. Más de 36 familias han sido desalojadas y 200 viviendas, junto con negocios y servicios públicos, han sido derribadas. A pesar del reconocimiento oficial de responsabilidad, el gobierno continúa sin brindar soluciones dignas. Los vecinos afectados reclaman un proyecto integral para subsanar el daño y restaurar su comunidad.